# 8e cérémonie des Africa Movie Academy Awards
La 8e cérémonie des Africa Movie Academy Awards s'est tenue le 22 avril 2012 à l'Expo Centre, Eko Hotel & Suites à Lagos, Nigeria pour honorer les meilleurs films africains de 2011,,.
Les nommés ont été annoncés le 17 mars 2012 au Kairaba Beach Hotel de Banjul, en Gambie, lors d'un événement auquel ont assisté des célébrités et des hauts responsables gouvernementaux de Gambie et d'autres pays africains,,,,.

## Récompenses
| Best Film | Best Short Film |
| --- | --- |
| - How to Steal 2 Million – South Africa - State of Violence – South Africa - Adesuwa – Nigeria - Otelo Burning – South Africa - Rugged Priest – Kenya - Ties That Bind – Ghana - Man on Ground – South Africa/Nigeria                                                                                            | - Braids on a Bald Head – Nigeria - Jamaa – Uganda - Look Again – Kenya - Maffe Tiga – Guinea - Hidden Life – South Africa - Mwansa The Great – Zimbabwe - Chumo – Tanzania - The Young Smoker – Nigeria |
| Best Documentary | Best Diaspora Feature |
| - An African Election – Nigeria/Germany - Beyond The Deadly Pit – Rwanda - Awa Ogbe: An African Adventure – Algeria - Dear Mandela – South Africa - White & Black; Crime And Colour – Tanzania - The Niger Delta Struggle – Ghana - There Is Nothing Wrong With My Uncle –Nigeria - How Much Is Too Much – Kenya | - Toussaint Louverture – Senegal/France - Ghett'a Life – Jamaica - High Chicago – Canada - Elza – Guadalupe - Better Mus' Come – Jamaica - Kinyanrwanda – USA |
| Best Diaspora Documentary | Best Diaspora (Short film) |
| - The Education Of Auma Obama – Germany - White Wash – USA - Almendron Mi Corazon – Guadalupe - All Me: The Life And Times Of Winfred Hubert – USA | - White Sugar In A Black Pot – USA - John Doe – USA - The Lost One – USA |
| Best Animation | Best film by an African Living Abroad |
| - The Legend on Ngong Hills – Kenya - Oba – Nigeria - Climate Change is Real – Kenya - Egu – South Africa - Nauliza – Kenya | - Housemates – UK/Nigeria - Mystery Of Birds – USA/Nigeria - Ben Kross – Italy/Nigeria - Paparazzi Eye In The Dark – USA/Nigeria/Ghana |
| Achievement in Production Design | Achievement in Costume Design |
| - Phone Swap – Nigeria - Somewhere in Africa – Ghana - Otelo Burning – South Africa - Adesuwa – Nigeria - How 2 Steal 2 Million – South Africa | - Adesuwa – Nigeria - The Captain Of Nakara – Kenya - Rugged Priest –Kenya - Somewhere In Africa – Ghana - Queen's Desire – Nigeria |
| Achievement in Make–up | Achievement in Soundtrack |
| - Shattered – Kenya - Rugged Priest – Kenya - State Research Bureau – Uganda - Adesuwa – Nigeria - Somewhere In Africa – Ghana | - Alero's Symphony – Nigeria - Otelo Burning – South Africa - Adesuwa – Nigeria - How 2 Steal 2 Million – South Africa - Somewhere In Africa – Ghana |
| Achievement in Visual effects | Achievement in Sound |
| - Adesuwa – Nigeria - Behind The Mask – Nigeria - Somewhere in Africa – Ghana - State Research Bureau – Uganda - Otelo Burning – South Africa | - State Of Violence – South Africa - Otelo Burning – South Africa - How To Steal 2 Million – South Africa - Man on Ground – South Africa/Nigeria - Algiers Murder – South Africa |
| Achievement in Cinematography | Achievement in Editing |
| - Otelo Burning – South Africa - How 2 Steal 2 Million – South Africa - Rugged Priest – Kenya - Masquerades – Ghana - Man on Ground – South Africa/Nigeria | - How 2 Steal 2 Million– South Africa - Algiers Murder – South Africa - Man on Ground – South Africa/Nigeria - Unwanted Guest – Nigeria - Otelo Burning – South Africa - Alero's Symphony – Nigeria |
| Achievement in Screenplay | Best Nigerian film |
| - Ties That Bind – Ghana - Mr & Mrs – Nigeria - How 2 Steal 2 Million – South Africa - Otelo Burning –South Africa - Unwanted Guest –Nigeria - Two Brides and a Baby – Nigeria | - Adesuwa – Nigeria - Unwanted Guest –Nigeria - Family On Fire – Nigeria - Alero's Symphony – Nigeria - Phone Swap – Nigeria |
| Best film in an African language | Best Child Actor |
| - State Of Violence – South Africa - Chumo – Tanzania - Family On Fire – Nigeria - Otelo Burning – South Africa - Asoni – Cameroon | - Tshepang Mohlomi (Otelo Burning) – South Africa - Rahim Banda (Behind The Mask) – Nigeria - Reginna Daniels (Bank Job) – Nigeria - Benjamin Abemigisha (Jamaa) – Uganda - Rachel Nduhukire (Jamaa) – Uganda - Ayinla O. Abdulaheem (ZR–7) – Nigeria                                                                                      |
| Best Young/Promising Actor | Best Actor in a Supporting Role |
| - Ivie Okujaye (Alero's Symphony) – Nigeria - Neo Ntatleno (State Of Violence) – South Africa - Iyobosa Olaye (Adesuwa) – Nigeria - Martha Ankomah (Somewhere in Africa) – Ghana - Thomas Gumede (Otelo Burning) – South Africa - Sihle Xaba (Otelo Burning) – South Africa                                      | - Fana Mokoena (Man on Ground) – South Africa/Nigeria - Rapulana Seiphemo (How 2 Steal 2 Million) – South Africa - Hafiz Oyetoro (Phone Swap) – Nigeria - Okey Uzoeshi (Two Brides and a Baby) – Nigeria - Godfrey Theobejane (48) – Nigeria - Lwanda Jawar (Rugged Priest) – Kenya                                                        |
| Best Actress in a Supporting Role | Best Actor in a leading Role |
| - Terry Pheto (How 2 Steal 2 Million) – South Africa - Ebbe Bassey (Ties That Bind) – Ghana - Empress Njamah (Bank Job) – Nigeria - Ngozi Ezeonu (Adesuwa) – Nigeria - Thelma Okoduwa (Mr & Mrs) – Nigeria - Omotola Jalade Ekeinde (Ties That Bind) – Ghana                                                     | - Majid Michel (Somewhere in Africa) – Ghana - Menzi Ngubane (How 2 Steal 2 Million) – South Africa - Chet Anekwe (Unwanted Guest) – Nigeria - Jafta Mamabolo (Otelo Burning) – South Africa - Karabo Lance (48) – South Africa - Wale Ojo (Phone Swap) – Nigeria - Hakeem Kae–Kazim (Man on Ground) – Nigeria/South Africa                |
| Best Actress in a leading Role | Best Director |
| - Rita Dominic (Shattered) – Nigeria - Nse Ikpe Etim (Mr & Mrs) – Nigeria - Yvonne Okoro (Single Six) – Ghana - Ama K. Abebrese (Ties That Bind) – Ghana - Uche Jombo (Damage) – Nigeria - Millicent Makheido (48) – Nigeria - Kudzai Sevenzo–Nyarai (Playing Warriors) – Zimbabwe                               | - Charlie Vundla (How 2 Steal 2 Million) – South Africa - Lancelot Oduwa Imasuen (Adesuwa) – Nigeria - Leila Djansi (Ties That Bind) – Ghana - Bob Nyanja (Rugged Priest) – Kenya - Khalo Matabane (State Of Violence) – South Africa - Akin Omotoso (Man on Ground) – South Africa/Nigeria - Sara Bletcher (Otelo Burning) – South Africa |

### Prix spécial du jury
- Homme au sol – Afrique du Sud/Nigeria